# مشاري الخراز
مشاري الخَرَّاز (من مواليد سنة 1985) داعية كويتي يعمل إماماً وخطيباً في وزارة الأوقاف والشؤون الإسلامية بالكويت، رئيس مجلس إدارة مبرة السعادة الخيرية، وهو خريج جامعة الكويت كلية الشريعة.

## نبذة
عُرِف مشاري الخراز عبر دروسه التي قدمها في مسجد الكويت الكبير، التي كانت تدور بشكل أساسي حول التلذذ بالصلاة، والتي لاقت اهتماماً واسعاً؛ حيث حضر الدورة الأخيرة منها 25 ألف شخص في «المسجد الكبير»، وهو عدد قياسي في حضور الندوات الدينية بالكويت.

## أعماله

### كيف تتلذذ بالصلاة
النجاح الذي لاقته محاضرات الشيخ الخراز دفعت قناة MBC إلى تقديمها في سلسلة خاصة بعنوان «كيف تتلذذ بالصلاة؟»، وقد عرضت في شهر رمضان الجزء الأول منها، وحققت نجاحًا جماهيريًا واسعًا على MBC1، دفعت القائمين على البرنامج إلى تقديم سلسلةٍ ثانيةٍ منه خلال شهر رمضان التالي، وتناولت كيفية الارتقاء بممارسة الصلاة والتلذذ فيها.

### كيف تتعامل مع الله
هو برنامج ديني، تدور فكرته حول وضع خارطة طريق للإنسان المسلم، يتعلم فيها كيف يتعامل مع خالقه. كان الخراز قد قدم موضوع «كيف تتعامل مع الله» على شكل محاضرة في الكويت حضرها أكثر من 35 ألف شخص من الرجال والنساء، وهو ما يعد أكبر تجمع لمحاضرة في تاريخ الكويت. كما ساهم في اعتناق فتاتين غير مسلمتين من جنسية عربية الإسلام، الذي كان قد تصادف مرورهما بالقرب من المسجد أثناء المحاضرة، فأعلنتا رغبتهما في الدخول في الإسلام بعد سماعهما تفاصيل «كيفية التعامل مع الله؟» وقد تم إشهار إسلامهما بالصحف الرسمية.
يقول مشاري الخراز متحدثاً عن برنامج «كيف تتعامل مع الله»: «هذا هو أهم برنامج أقدمه في حياتي كلها».

### أخرى
- كيف تتعامل مع الله (2010).
- أجمل نظرة في حياتك (2012).
- كيف تتلذذ بعبادتك (2013).
- أحلى رحلة (2014).
- أحلى رحلة الجزء الثاني (2016).
- بدل البلاء إلى عطاء (2020).
- كلام مريح (2020).
- أجمل دعاء (2021).